# Mercedes-Benz O 405 GTD
 (décembre 2023).

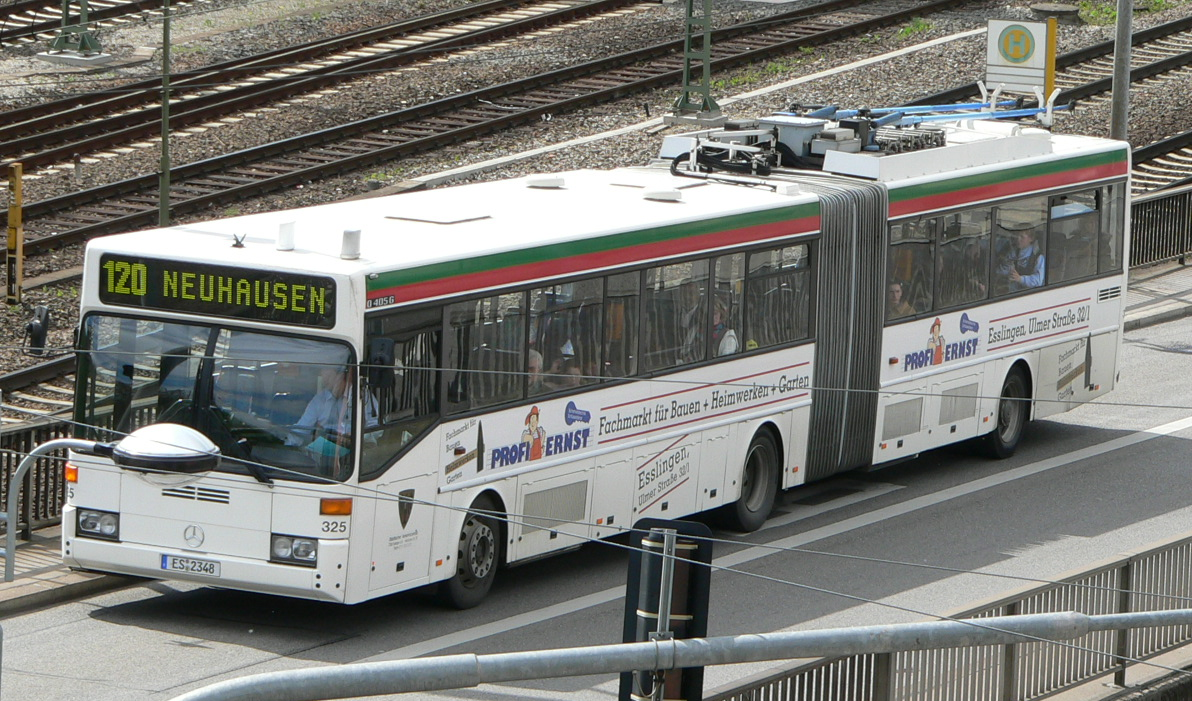
Un O 405 GTD d'Esslingen en mode diesel

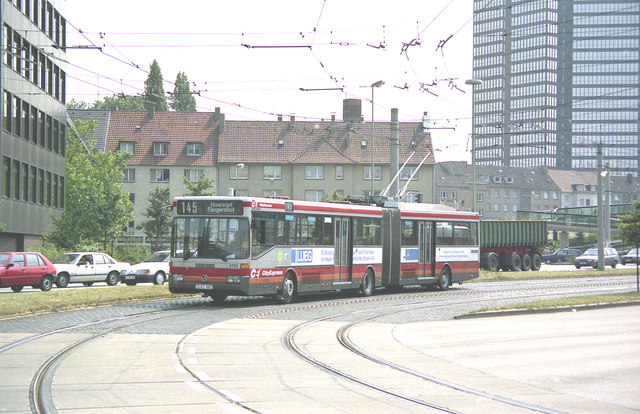
Un O 405 GTD de l'EVAG d'Essen avec portes supplémentaires sur le côté gauche

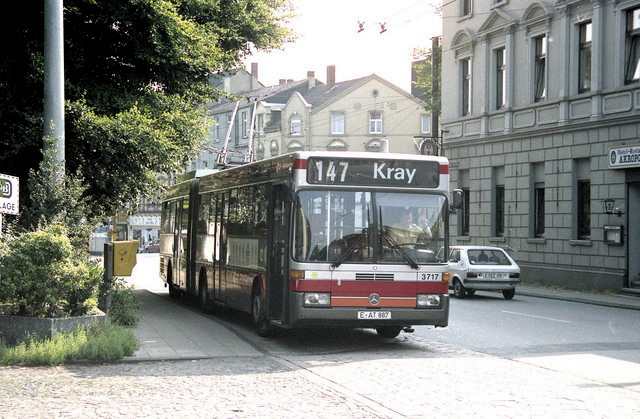
Essen: véhicule 3717 en fonctionnement électrique dans le quartier de Kray

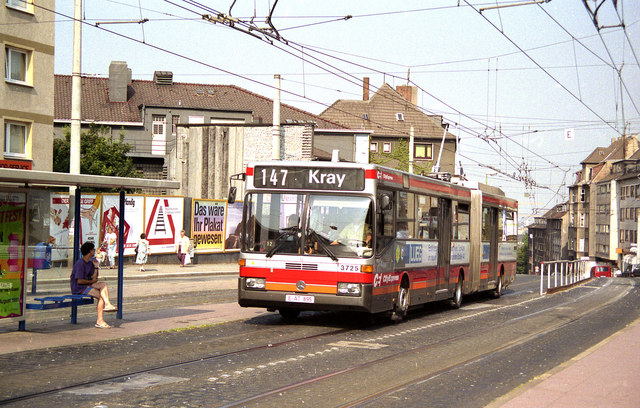
3727 à l'arrêt Wasserturm

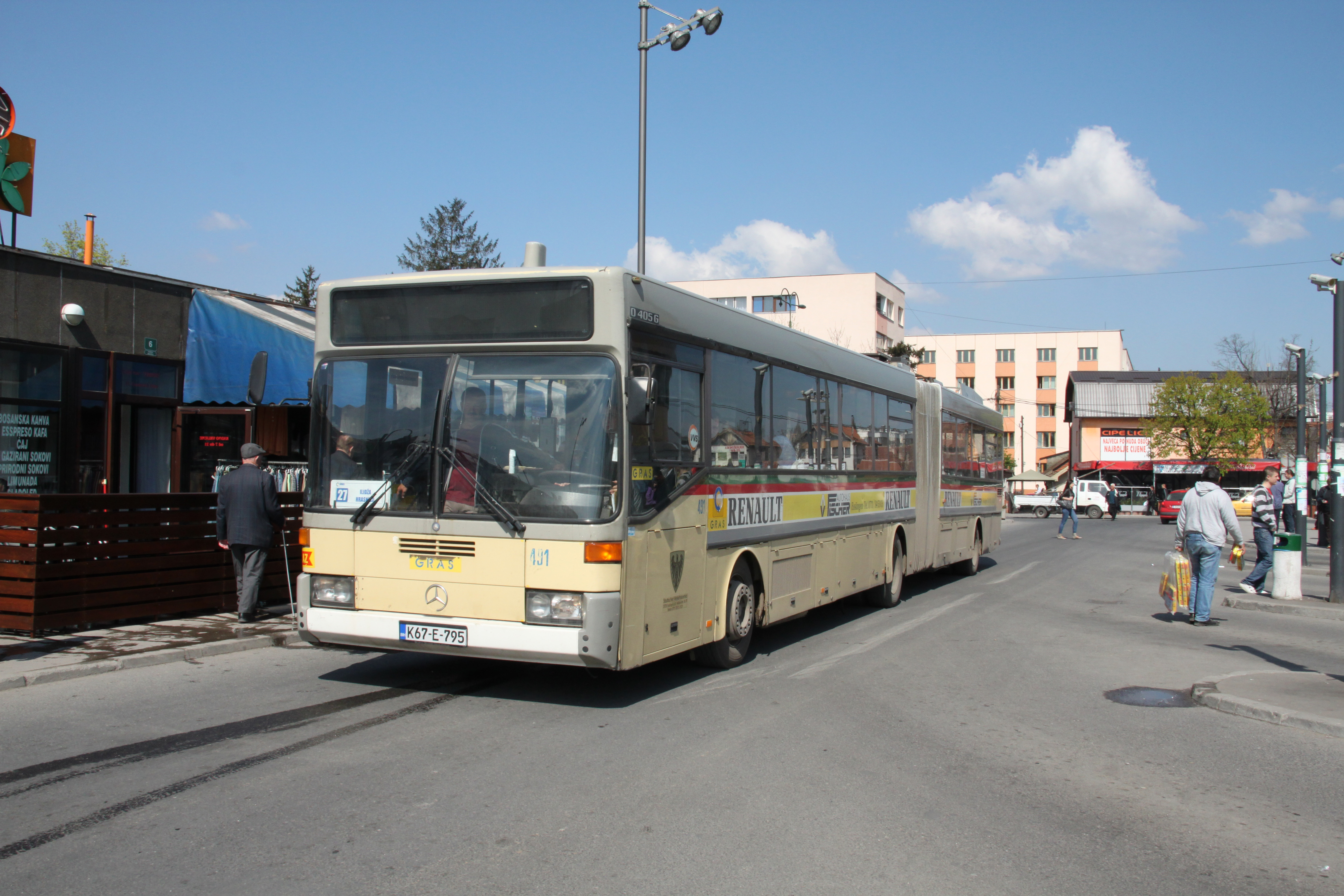
Sarajevo: un ancien O 405 GTD d'Esslingen après avoir été transformé en autobus diesel

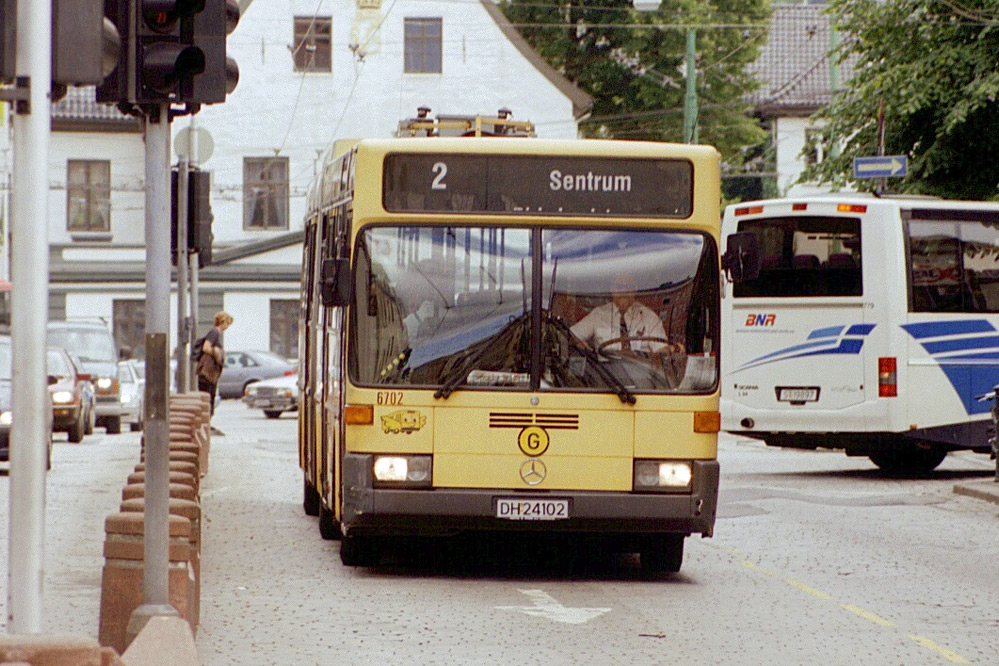
Bergen: un trolleybus O 405 GTD sur la ligne 2

Le Mercedes-Benz O 405 GTD est un type de trolleybus de Daimler-Benz; il est basé sur la gamme d'autobus articulés conventionnelle Mercedes-Benz O 405 G. L'équipement électrique était fourni par AEG. La désignation de type GTD signifie trolleybus articulé à entraînement diesel (Gelenk-Trolleybus mit Dieselantrieb en Allemand).

## Historique
Après la gamme précédente O 305 GTD (seulement quatre exemplaires), un total de 47 exemplaires de la gamme présentée ici ont été produits entre 1986 et 1995. Parmi eux, 20 étaient équipés d'un système de guidage sur voie pour le fonctionnement des trolleybus sur voie spécifique. Les O 405 GTD ont été répartis entre les compagnies de trolleybus comme suit :
| Années de construction | Nombre | Opérateur                                                         | Numéro                                         |
| ---------------------- | ------ | ----------------------------------------------------------------- | ---------------------------------------------- |
| 1986/1987              | 18     | Trolleybus d'Essen (ou EVAG)                                      | 3711–3728                                      |
| 1987                   | 2      | Véhicules d'essai pour le centre d'essai du trolleybus de Rastatt | Plaque d'immatriculation RA-D 922 et RA-LE 529 |
| 1988–1995              | 19     | Trolleybus d'Esslingen am Neckar                                  | 310–328                                        |
| 1992                   | 1      | Trolleybus de Kapfenberg                                          | 31                                             |
| 1992–1994              | 3      | Trolleybus de Bergen                                              | 6701–6703                                      |
| 1993                   | 2      | Trolleybus de Copenhague                                          | 1 + 2                                          |
| 1993                   | 2      | Trolleybus de Potsdam                                             | 993 + 994                                      |

- Les 18 véhicules d'Essen constituaient une particularité : au début des années 1990, ils étaient équipés de portes supplémentaires sur le côté gauche dans le cadre de l'expansion de l'exploitation des autobus sur rails. C'était une condition préalable à l'exploitation des quais centraux du tunnel pour train léger et autobus sur rail du centre-ville, ce que l'on appelle la travée est-ouest.
- Le véhicule de Rastatt portant le numéro d'immatriculation RA-LE 529 a été livré à Kapfenberg en 1990 et ajouté à l'inventaire sous le numéro d'entreprise 30. Le deuxième véhicule de Rastatt, immatriculé RA-D 922, servait de véhicule de démonstration au constructeur; on ne sait pas où il se trouve.
- En 1995, après l'abandon du réseau de trolleybus de Potsdam, les deux véhicules de Potsdam ont été remis au trolleybus de Mürztaler, qui les a utilisés sous de nouveaux numéros, 32 (ex 994) et 33 (ex 993).
- Les quatre véhicules restants à Kapfenberg ont été transformés en autobus purement diesel lorsque l'exploitation a été interrompue, le premier étant le véhicule 31 à la fin de l'année 2000.

Depuis 2011, pas un seul O 405 GTD n'est en service dans son entreprise d'origine. La plupart des véhicules ont été vendus par leurs propriétaires d'origine en Bosnie-Herzégovine, en Bulgarie, en Russie, en Roumanie, en Biélorussie, à la compagnie de bus Kirchmeyer de Groß-Umstadt et à la société d'utilité publique de Schweinfurt. Cependant, les seconds propriétaires ont converti la plupart des O 405 GTD en autobus diesel, à moins que le premier propriétaire ne l'ait déjà fait. Un exemplaire a été conservé dans le musée de l'Association des tramways historiques de Stuttgart.
Le successeur de l'O 405 GTD est l'O 405 GTND à plancher surbaissé, qui n'a toutefois pas dépassé la production d'un seul prototype.